# Lodovico Giustini

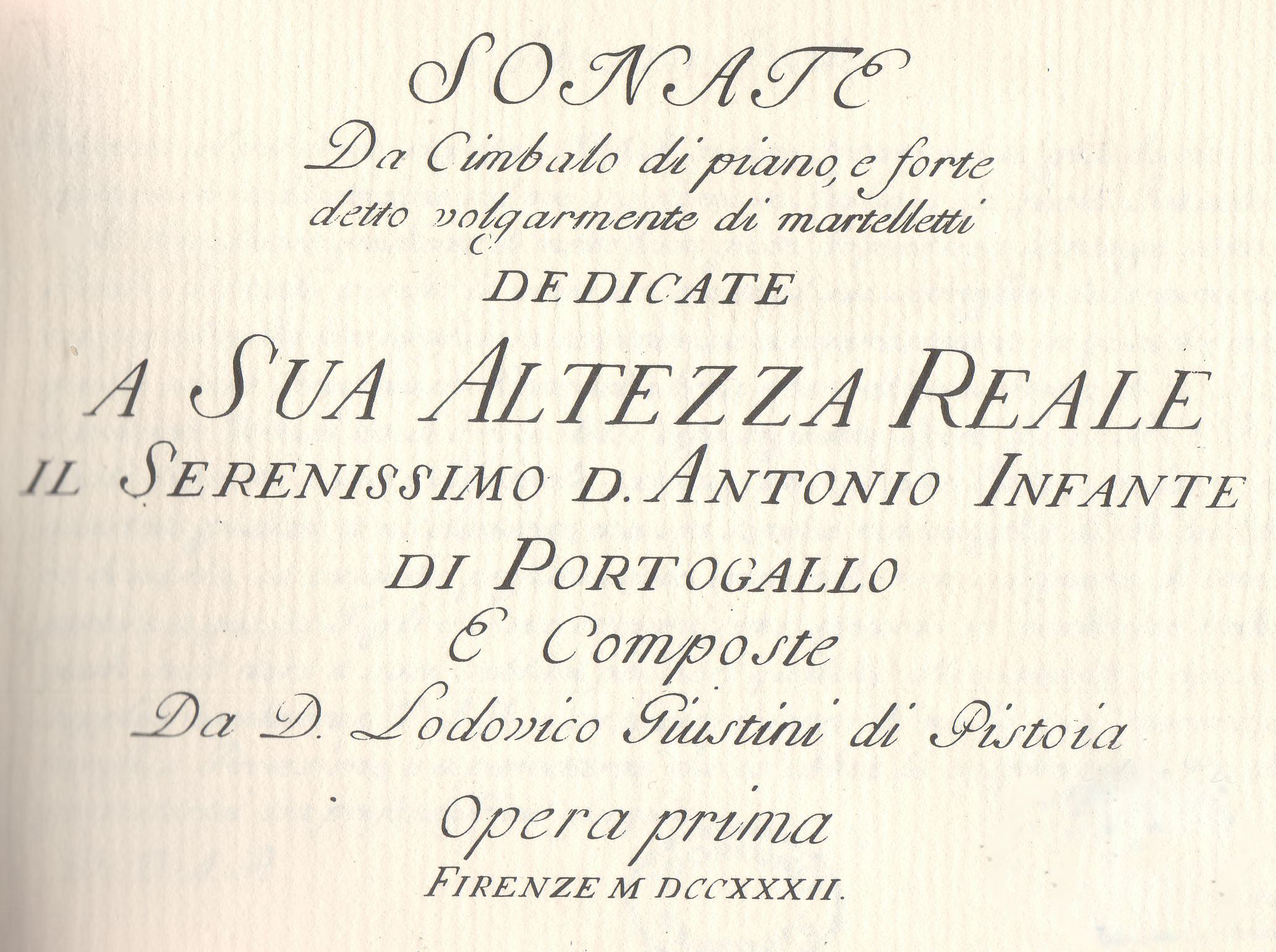
Les 12 Sonate da cimbalo di piano e forte detto volgarmente di martelletti compostes per Lodovico Giustini van ser les primeres obres específiques per a piano.

Lodovico Giustini	, també anomenat Lodovico Maria Giustini o Lodovico Giustini di Pistoia (Pistoia, 12 de desembre de 1685 - Pistoia, 7 de febrer de 1743) va ser un compositor, organista i clavecinista del Barroc tardà i principis del Classicisme. Ha passat a la història per haver estat el primer a compondre música explícitament indicada per a ser interpretada amb el pianoforte, l'avantpassat del piano (la seva col·lecció de 12 Sonate da cimbalo di piano e forte detto volgarmente di martelletti, publicades a Florència el 1732).
Lodovico Giustini va néixer a Pistoia el 12 de desembre de 1685, el mateix any que Johann Sebastian Bach, Domenico Scarlatti i Georg Friedrich Händel. El seu pare era organista a la Congregazione dello Spirito Santo, un grup d'afiliació jesuïta, i el seu tiet, Domenico Giustini, era compositor de música sacra.
El 1725, després de la mort del seu pare, Giustini va ocupar el lloc del seu pare com a organista de la Congregazione dello Spirito Santo i va anar adquirint reputació com a compositor de cantates i oratoris. El 1734 va ser contractat com a organista a la catedral de Pistoia, Santa Maria dell'Umiltà, posició que va ocupar fins a la seva mort. A més de tocar l'orgue en diverses institucions religioses també tocava el clavicèmbal a altres llocs i dirigia tot sovint els seus propis oratoris.
La publicació de les seves 12 Sonate da cimbalo di piano e forte detto volgarmente di martelletti, que l'ha portat a la fama, en el seu moment va tenir poca repercussió. Giustini les va dedicar a António de Bragança, el germà gran del rei Joan V de Portugal (la cort portuguesa era un dels pocs llocs on s'interpretava música amb els primers pianofortes). Eren sonates de 4 moviments (tret característic de les Sonates da chiesa, un gènere de la música de cambra de l'època), alguns de ràpids i alguns de lents, amb indicacions de tempo (com per exemple Adagio o Presto) o de dansa (com per exemple Sarabanda o Giga; tret característic de les Sonates da camara, un altre gènere de la música de cambra de l'època). Hi abunden les indicacions dinàmiques, que pretenien aprofitar totes les possibilitats expressives del nou instrument. Des del punt de vista harmònic, les peces inclouen innovacions com acords de sexta major i modulacions a tonalitats llunyanes.